# Juste milieu

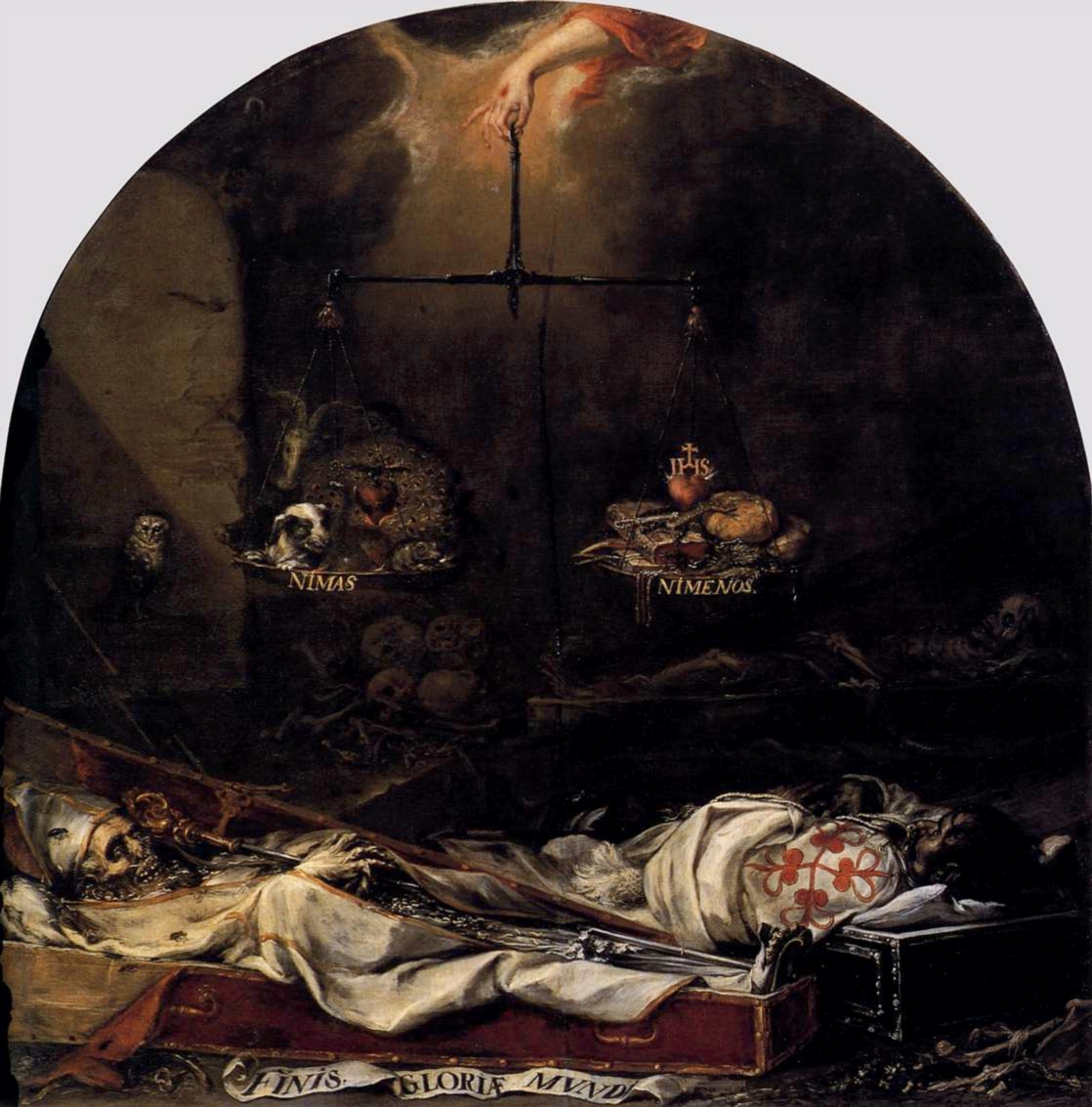
"Ni plus ni moins". C'est ainsi que sont étiquetées les plaques de la balance pesant les péchés et les vertus dans Finis Gloriae Mundi, une vanité peinte par Juan de Valdés Leal pour l'Hôpital de la Caridad de Séville en 1672.

Depuis Aristote, on parle de juste milieu à propos, non nécessairement d'une position située à égale distance ou au milieu de deux extrêmes, mais d’« un équilibre entre deux extrêmes » fâcheux, d’une position intermédiaire optimale qui évite aussi bien l’excès que le défaut, et qui définit, non une position médiocre, moyenne, mais une position excellente, parfaite, optimale. Ainsi, chez Aristote, le courage, qui est la meilleure conduite possible à tenir de ce point de vue, est le juste milieu entre la témérité, qui est excès de courage, et la lâcheté, qui est défaut de courage, mais il est en un sens plus proche de la témérité que de la lâcheté.

## Le juste milieu selon Aristote
(avril 2020).
L'idée de « juste milieu » a été pour la première fois exprimée par Aristote dans l'Éthique à Nicomaque (livre II, chapitre VI) : « Il faut dire que toute vertu, selon la qualité dont elle est la perfection, est ce qui produit cette perfection et fournit le mieux le résultat attendu. Par exemple la vertu de l’œil exerce l’œil et lui fait remplir sa fonction d’une façon satisfaisante ; c’est par la vertu de l’œil que nous voyons distinctement. […] Or, l’égal est intermédiaire entre l’excès et le défaut. D’autre part, j’appelle position intermédiaire dans une grandeur ce qui se trouve également éloigné des deux extrêmes, ce qui est un et identique partout. Par rapport à nous, j’appelle mesure ce qui ne comporte, ni exagération, ni défaut. Or, dans notre cas, cette mesure n’est ni unique, ni partout identique. Par exemple, soit la dizaine, quantité trop élevée, et deux, quantité trop faible. Six sera le nombre moyen par rapport à la somme, parce que six dépasse deux de quatre unités et reste d’autant inférieur à dix. Telle est la moyenne selon la proportion arithmétique. Mais il ne faut pas envisager les choses de cette façon par rapport à nous. Ne concluons pas du fait que dix mines de nourriture constituent une forte ration et deux mines une faible ration, que le maître de gymnastique en prescrira six à tous les athlètes. Car une semblable ration peut être, selon le client, excessive ou insuffisante. […] Ainsi, tout homme averti fuit l’excès et le défaut, recherche la bonne moyenne et lui donne la préférence, moyenne établie non relativement à l’objet, mais par rapport à nous. De même toute connaissance remplit bien son office, à condition d'avoir les yeux sur une injuste moyenne et de s'y référer pour ses actes. C’est ce qui fait qu’on dit généralement de tout ouvrage convenablement exécuté qu’on ne peut rien lui enlever, ni rien lui ajouter, toute addition et toute suppression ne pouvant que lui enlever de sa perfection et cet équilibre moyen la conservant. Ainsi encore les bons ouvriers œuvrent toujours les yeux fixés sur ce point d’équilibre. […] [L]e but que se propose la vertu pourrait bien être une sage moyenne. Je parle de la vertu morale qui a rapport avec les passions et les actions humaines, lesquelles comportent excès, défaut et sage moyenne. Par exemple, les sentiments d’effroi, d’assurance, de désir, de colère, de pitié, enfin de plaisir ou de peine peuvent nous affecter ou trop ou trop peu, et d’une manière défectueuse dans les deux cas. Mais si nous éprouvons ces sentiments au moment opportun, pour des motifs satisfaisants, à l’endroit de gens qui les méritent, pour des fins et dans des conditions convenables, nous demeurerons dans une excellente moyenne, et c’est là le propre de la vertu : de la même manière, on trouve dans les actions excès, défaut et juste moyenne. Ainsi donc la vertu se rapporte aux actions comme aux passions. Là, l’excès est une faute et le manque provoque le blâme ; en revanche, la juste moyenne obtient des éloges et le succès, le double résultat propre à la vertu. La vertu est donc une sorte de moyenne, puisque le but qu’elle se propose est un équilibre entre deux extrêmes. Ajoutons que nos fautes peuvent présenter mille formes […], en revanche, il n’y a qu’une façon de réaliser le bien. C’est pourquoi il est facile de manquer le but et difficile de l’atteindre. Toutes raisons qui font que l’excès et le défaut dénoncent le vice, tandis que la juste moyenne caractérise la vertu […]. La vertu est donc une disposition acquise volontaire, consistant par rapport à nous, dans la mesure, définie par la raison conformément à la conduite d’un homme réfléchi. Elle tient la juste moyenne entre deux extrémités fâcheuses, l’une par excès, l’autre par défaut. » (traduction Jean Voilquin)

## Le juste milieu après Aristote
L'idée de juste milieu a été reprise sous de nombreuses formes, notamment sous celle du proverbe « In medio stat virtus ». C'est une notion différente de la médiocrité, celle-ci consistant à se placer entre un grand et un petit ou se placer à égale distance entre le bien et le mal ou entre le feu et les pompiers, etc.

## Le juste milieu selon les Chinois
Cette même notion est présente à des milliers de kilomètres de la Grèce et depuis des milliers d'années également :
- La Chine : 中国 (Zhōng Guó en pinyin) est « l’empire du milieu » ;

- Le « juste milieu » (中庸, Zhōng Yong en pinyin, prononcer djong yong), est une partie centrale du confucianisme et de la philosophie chinoise en général.

## Critique de la notion de juste milieu
Une autre façon de voir les choses se trouve chez Blaise Pascal. Il présente, non pas un juste milieu, définissable, mais un entre-deux, indéfinissable :
- « La nature nous a si bien mis au milieu que si nous changeons un côté de la balance, nous changeons aussi l'autre. Il y a des ressorts dans notre tête qui sont tellement disposés que qui touche l'un touche aussi le contraire [4] » ;
- « Disproportion de l'homme. […] Car enfin, qu'est-ce que l'homme dans la nature ? Un néant à l'égard de l'infini, un tout à l'égard du néant, un milieu entre rien et tout[5] ».